# Гійом де Бергедан

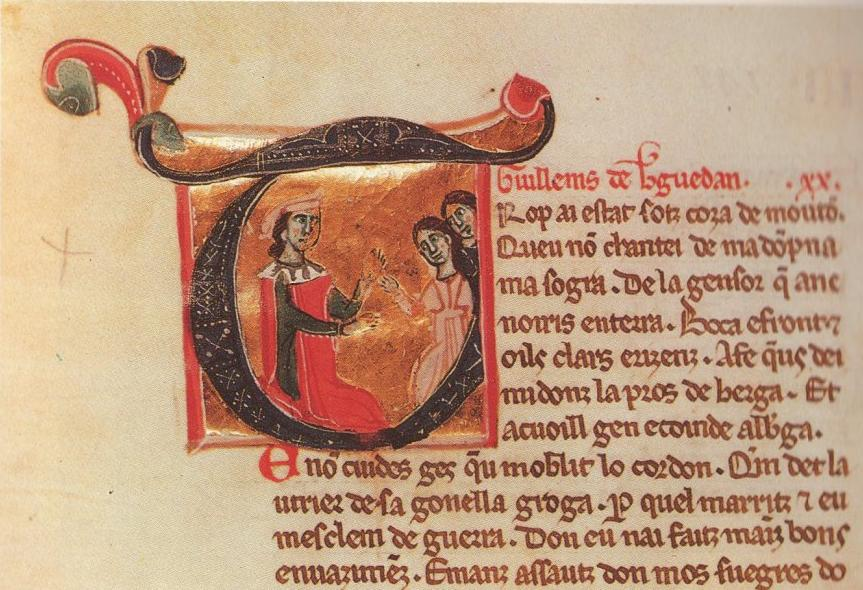
Гійом з двома дамами, з мініатюри шансоньє I.

Гійом де Бергедан (окс. Guilhem de Berguedan; бл. 1138–1192) — каталонський сеньйор і трубадур. Йому належить близько 30 пісень, багато з яких містять гострі інвективи і особисті випади проти сучасників. Низка його творів належить до «зниженої» гілки провансальської поезії. В старопровансальських «Життєписах трубадурів» йому присвячений наступний текст:
| Гійом де Бергедан родом був знатний сеньйор з Каталонії, віконт Бергедана, Магрони і Пьюгрейга, добрий лицар і воїн. Довгі вів він війни з Раймоном Фольком Кардонським, який перевершував його силами. Сталося йому якось бути з Фольком удвох, і він його вбив віроломно[3] і за те позбувся всіх своїх володінь. Довгий час утримували його друзі й рідні, але зрештою всі від нього відвернулися, бо кожного він ображав, і їхніх жінок, і дочок і сестер, так що нікого не залишилося, хто б його підтримав, крім ен Арнаута де Кастельбона, чоловіка знатного, доблесного і могутнього, родом з тієї ж округи. |
До творчої спадщини Гійома де Бергедана належать, зокрема, дебати з анонімним трубадуром, де він скаржиться на Даму, яка в дитинстві обіцяла цілувати його при кожній зустрічі, а тепер, коли подорослішала, відмовляється це робити. Співрозмовник Гійома, вислухавши суть справи, виконує роль судді в суперечці і виносить рішення, що Дама повинна повернути заборгований поцілунок. Як вважає видавець пісень Берегедана Мартін де Рікер, цей мотив був певний час популярним в куртуазних колах.